# Wellsville (New York)
Pour les articles homonymes, voir Wellsville.
Ne doit pas être confondu avec Wellsville (village, New York).
Wellsville est une ville située dans le comté d'Allegany dans l'État de New York aux États-Unis. Selon le recensement de 2020, sa population est de 7 099 habitants. La municipalité s'étend sur 36,68 milles carrés (95 km2).

## Personnalités liées à la commune
- Kathryn Woolard, anthropologue.